# 마리 다구

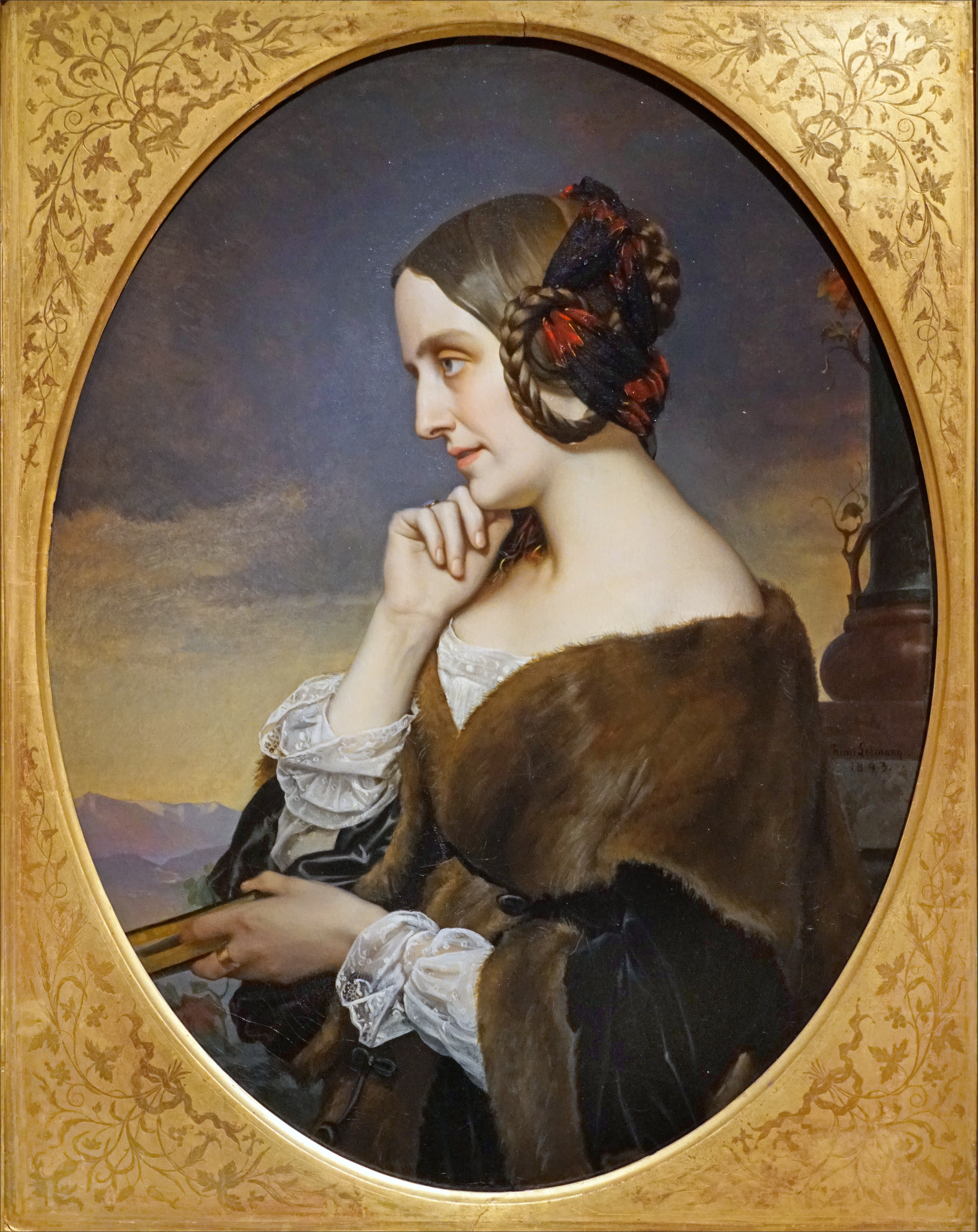
앙리 레만이 그린 마리 다구의 초상화, 1843년

마리 카트린 소피 아굴 다구(프랑스어: Marie Cathérine Sophie, Comtesse d'Agoult, 1805년 12월 31일 ~ 1876년 3월 5일)는 프랑스의 낭만주의 작가이자 역사가이다.